# گرافین

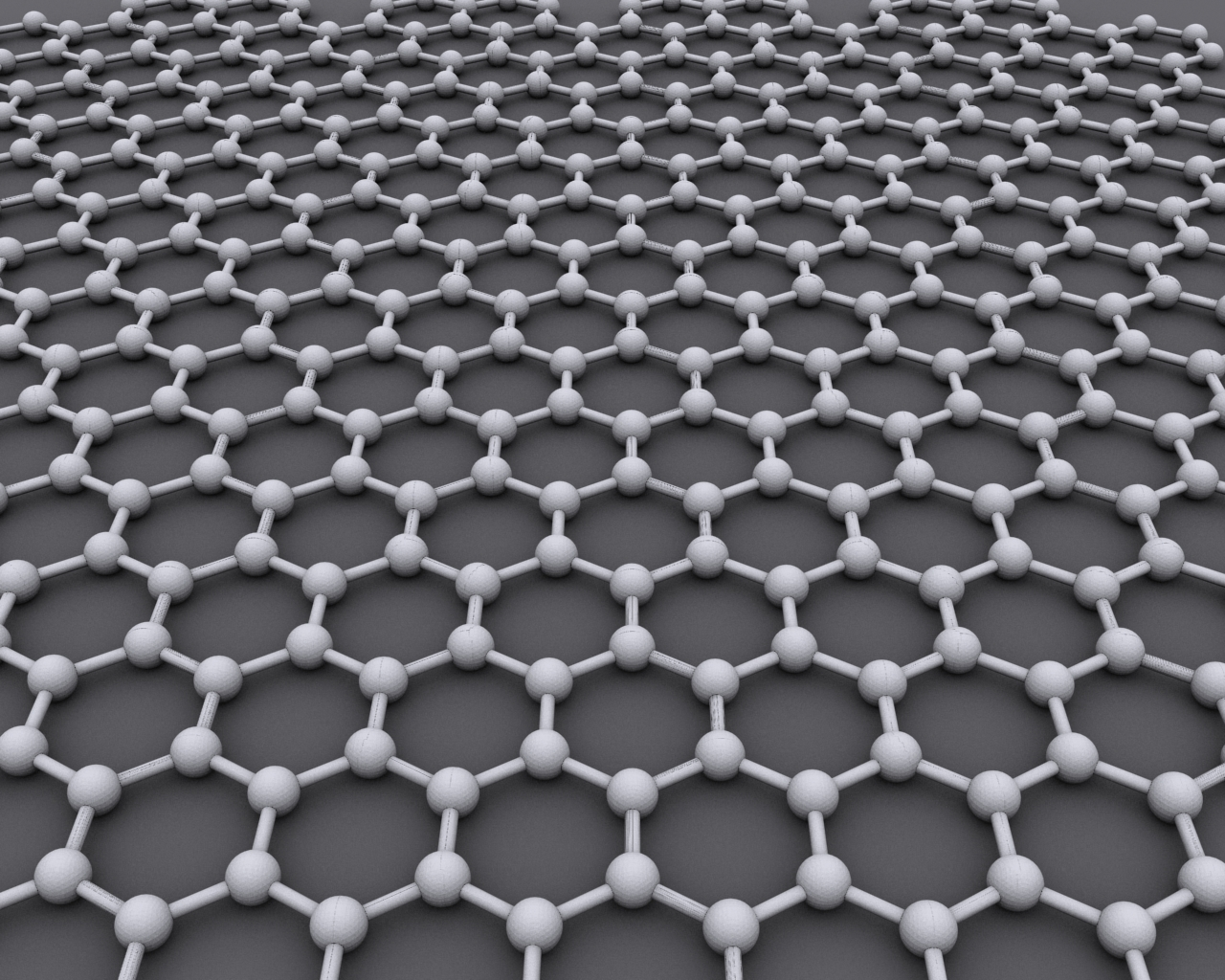
ساختار شبکه شش ضلعی گرافن

گرافن (به انگلیسی: Graphene) نامِ یکی از آلوتروپ‌هایِ کربن است. این ماده با استفاده از یک ساختار بلوری لانه زنبوری دوبعدی تشکیل شده‌است که در آن هر اتم کربن به کمک سه الکترون ظرفیت خود، با سه پیوند SP2 هیبریدیزه شده به سه اتم کربن دیگر متصل شده‌است. یک الکترون ظرفیت باقی‌مانده نیز بر روی کل صفحهٔ گرافن و بین تمام اتم‌ها به اشتراک گذاشته‌شده و الکترونِ آزاد است. در صورت وجود ناخالصی بر روی صفحات گرافن مانند اکسیژن این الکترون به صورت پیوند π در پیوند میان کربن با اکسیژن شرکت می‌کند.
در گرافیت (فراوان‌ترین آلوتروپ کربن)، هر کدام از اتم‌هایِ چهارظرفیتیِ کربن، با سه پیوندِ کووالانسی به سه اتمِ کربنِ دیگر متصل شده‌اند و یک شبکهٔ گسترده را تشکیل داده‌اند. این لایه خود بر رویِ لایه‌ای کاملاً مشابه قرار گرفته‌است و به این ترتیب، چهارمین الکترونِ ظرفیت نیز یک پیوندِ شیمیایی داده‌است، اما پیوندِ این الکترونِ چهارم، از نوعِ پیوندِ واندروالسی است که پیوندی ضعیف است. به همین دلیل لایه‌هایِ گرافیت به راحتی بر رویِ هم سر می‌خورند و می‌توانند در نوکِ مداد به کار بروند. گرافن ماده‌ای است که در آن تنها یکی از این لایه‌هایِ گرافیت وجود دارد و به عبارتی چهارمین الکترونِ پیوندیِ کربن، به عنوان الکترونِ آزاد باقی‌مانده‌است.
هر چند نخستین بار در سال ۱۹۴۷ فیلیپ والاس دربارهٔ گرافن نوشت و سپس از آن زمان تلاش‌هایِ زیادی برایِ ساختِ آن صورت گرفته بود اما قضیه‌ای به نامِ قضیهٔ مرمین-واگنر در مکانیکِ آماری و نظریهٔ میدان‌هایِ کوانتومی وجود داشت که ساختِ یک مادهٔ دوبعدی را غیرممکن و چنین ماده‌ای را غیرپایدار می‌دانست؛ زیرا بر اساس این نظریه نیروی اعوجاجات اتم‌های درون یک ساختار دوبعدی در دمای اتاق از نیروی پیوندی میان اتم‌ها بزرگ‌تر شده و ساختار دوبعدی از هم گسسته می‌شود. اما به هر حال در سال ۲۰۰۴، آندره گایم و کنستانتین نووسلف، از دانشگاه منچستر موفق به ساختِ این ماده شده و نشان دادند که قضیهٔ مرمین-واگنر نمی‌تواند کاملاً درست باشد. جایزهٔ نوبلِ فیزیکِ ۲۰۱۰ نیز به خاطرِ ساختِ ماده‌ای دوبعدی به این دو دانشمند تعلق گرفت.

## معرفی
گرافن ساختار دو بعدی از یک لایه منفرد شبکه لانه زنبوری کربنی می‌باشد. گرافن به علت داشتن خواص فوق‌العاده در رسانندگی الکتریکی و رسانندگی گرمایی، چگالی بالا و تحرک‌پذیری حامل‌های بار، رسانندگی اپتیکی و خواص مکانیکی به ماده‌ای منحصربه‌فرد تبدیل شده‌است. این سامانه جدید حالت جامد به واسطه این خواص فوق‌العاده به عنوان کاندید بسیار مناسب برای جایگزینی سیلیکان در نسل بعدی قطعه‌های فوتونیکی و الکترونیکی در نظر گرفته شده‌است و از این رو توجه کم سابقه‌ای را در تحقیقات بنیادی و کاربردی به خود جلب کرده‌است. طول پیوند کربن ـ کربن در گرافن در حدود ۰٫۱۴۲ نانومتر است. ساختار زیر بنایی برای ساخت نانو ساختارهای کربنی، تک لایه گرافن است که اگر بر روی هم قرار بگیرند توده سه بعدی گرافیت را تشکیل می‌دهند که برهم‌کنش بین این صفحات از نوع واندروالسی با فاصلهٔ بین صفحه‌ای ۰٫۳۳۵ نانومتر می‌باشد. اگر تک لایه گرافنی حول محوری لوله شود نانولوله کربنی شبه یک بعدی واگر به صورت کروی پیچانده شود فلورین شبه صفر بعدی را شکل می‌دهد. لایه‌های گرافنی از ۵ تا ۱۰ لایه را به نام گرافن کم لایه و بین ۲۰ تا ۳۰ لایه را به نام گرافن چند لایه، گرافن ضخیم یا نانو بلورهای نازک گرافیتی، می‌نامند.
از نظر مکانیکی، مقاومت کششی نهایی گرافن برابر ۱۳۰ گیگاپاسکال (در مقایسه با مثلاً ۴۰۰مگاپاسکال فولاد) است. از نظر الکتریکی، گرافن خالص تک لایه از خود خواص شبه‌فلزی نشان می‌دهد. در گرافن طیف حامل‌ها شبیه به طیف فرمیون‌های دیراک بدون جرم می‌باشد و به علاوه کوانتش ترازهای لاندائو، اثر کوانتومی هال صحیح و کسری، در این سامانه باعث شده‌است که توجه بسیاری از فیزیکدان‌ها از حوزه‌های مختلف فیزیک به آن جلب شود. علاوه بر این‌ها خصوصیات سامانه‌های گرافن به‌طور مستقیم به تعداد لایه‌های گرافن موجود در سامانهٔ مورد نظر بستگی دارد. به عنوان مثال، گذردهی نوری برای گرافن تک لایه تقریباً برابر با ۹۷ درصد و مقاومت صفحهٔ آن ۲/۲ می‌باشد و گذردهی نوری برای گرافن‌های دو، سه و چهار لایه به ترتیب ۹۵، ۹۲ و ۸۹ درصد با مقاومت صفحهٔ به ترتیب ۱، ۷۰۰ و ۴۰۰ است که نشان دهندهٔ آن است که با افزایش تعداد صفحات گرافن گذردهی نوری سامانه کم می‌شود. از سوی دیگر چگالی حامل بار در گرافن از مر تبه ۱۰۱۳ بر سانتی‌متر مربع با تحرک‌پذیری تقریباً 15000 cm۲/V.s و با مقاومتی از مرتبه ۶-۱۰ اهم-سانتی‌متراست که به نحو مطلوبی قابل مقایسه با ترانزیستورهای اثر میدانی (FET) می‌باشد. خواص منحصربفرد گرافن آن را کاندیدهای بسیار مطلوبی برای طراحی نسل بعدی قطعه‌های الکترونیکی و نوری همچون ترانزیستورهای بالستیک، ساطع‌کننده‌های میدان، عناصر مدارهای مجتمع، الکترودهای رسانای شفاف، و حسگرها قرار داده‌است. همچنین، رسانندگی الکتریکی و گذردهی نوری بالای گرافن، آن را به عنوان کاندیدی مناسب برای الکترودهای رسانای شفاف، که مورد استفاده در صفحه‌های لمسی و نمایشگرهای بلوری مایع و سلول‌های فوتوالکتریک و به علاوه دیودهای نور گسیل آلی (OLED) معرفی می‌کند. به‌کارگیری بسیاری از این سامانه‌های اشاره شده منوط به داشتن تک لایه گرافنی پایدار بر روی زیر لایه مناسب با شکاف انرژی قابل کنترل می‌باشند که این موضوع خود با چالش جدی روبروست.

## روش‌های ساخت گرافن

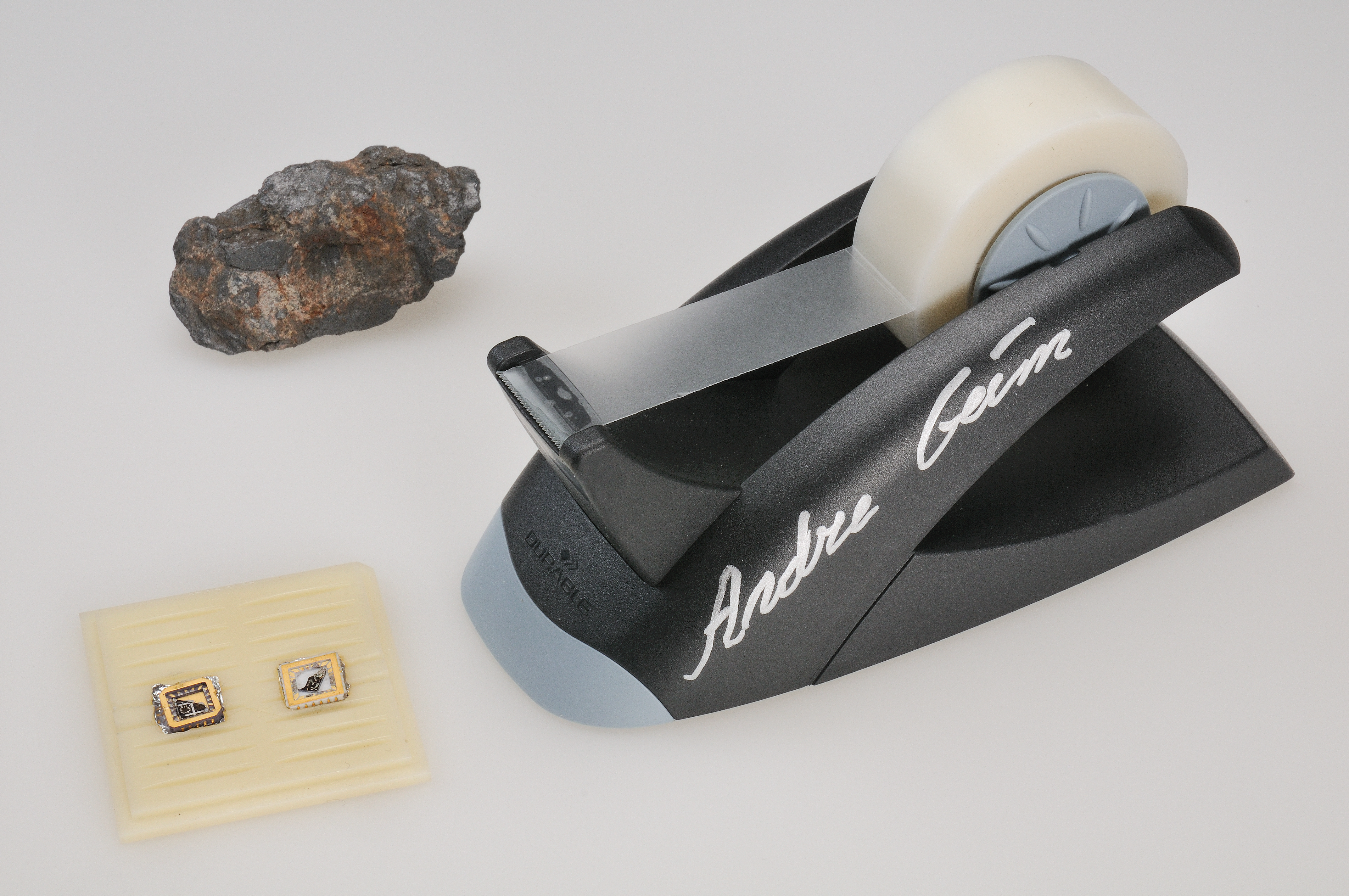
تکه‌ای گرافیت، یک ترانزیستور گرافنی و یک پایه چسب اهدا شده به موزه نوبل توسط آندره گایم و کنستانتین نووسلف پس از دریافت جایزه نوبل فیزیک در سال ۲۰۱۰. آن‌ها در سال ۲۰۰۴ از این ابزار برای تولید یک تک‌لایهٔ گرافن برای نخستین بار، به روش لایه‌برداری مکانیکی (exfolitation) گرافیت استفاده کردند.

امروزه روش‌های بسیار متنوعی برای ساخت گرافن بکار برده می‌شود که از متداول‌ترین آن‌ها می‌توان به روش‌های لایه برداری مکانیکی، لایه برداری شیمیایی، سنتز شیمیایی و رسوب بخار شیمیایی (CVD) را نام برد. برخی روش‌های دیگری همانند شکافتن نانو لوله‌های کربنی و ساخت با امواج ریزموج نیز اخیراً بکاربرده شده‌اند. یک نمای کلی از روش‌های ساخت گرافن در زیر آمده‌است:
- روش‌های ساخت گرافن
  - از پایین به بالا
    - رشد برآیایی
    - شکافت گرمایی
    - سی‌وی‌دی[۱۳]
      - پلاسما
      - گرمایی

  - از بالا به پایین
    - لایه برداری مکانیکی[۱۴]
      - چسب نواری
      - Atomic Force Microscopy Tips

    - لایه برداری شیمیایی[۱۵]
      - سیالات فوق بحرانی

    - سنتز شیمیایی[۱۶]
      - با امواج فرا صوتی
      - روش شیمیایی
      - نمک مذاب

در سال ۱۹۷۵گروه Lang برای اولین بار گرافیت کم لایه بر روی سطح بلور پلاتین را با استفاده از روش CVD تولید کردند. در سال ۱۹۹۹ گروه Lu با استفاده از AFM، لایه برداری مکانیکی را بر روی یک گرافیت پیرولیتی به منظور تهیه گرافن تک لایه انجام دادند. با این وجود، گرافن تک لایه برای اولین بار در سال۲۰۰۴ توسط گروه Novoselov تولید و گزارش شد. آن‌ها از چسب نواری برای جدا کردن لایه‌های گرافن از سطح زیرلایه استفاده کردند. این روش توانایی و قابلیت تولید لایه‌های متنوع گرافن را دارد و علاوه بر آن، آسان نیز است. روش لایه برداری مکانیکی توسط قابلیت تولید لایه‌های گرافیتی کم لایه و چند لایه را دارد اما ضخامت گرافیت به‌دست آمده توسط این روش برابر با ۱۰ نانومتر است که تقریباً برابر با ۳۰ لایه گرافن تک لایه است. در روش لایه برداری شیمیایی فلزات قلیایی بین صفحات گرافیت پراکنده شده در محلول، قرار می‌گیرند. به‌طور مشابه روش سنتز شیمیایی شامل اکسید گرافیت پراکنده در محلول ناشی شده از کاهش هیدروزین است. همانند تولید نانو لوله‌های‌کربنی توسط روش CTCVD، تولید گرافن توسط این روش یکی از بهترین روش‌ها برای تولید گرافن در ابعاد بزرگ است. در این روش کربنی که به وسیلهٔ گرما جدا شده بر روی سطح یک فلز فعال قرار می‌گیرد و در دمای بالا و تحت فشار اتمسفر یا فشار کم، یک شبکه لانه زنبوری تشکیل می‌دهد. از آنجایی که این روش CVD در یک کوره گرمایی انجام می‌گیرد آن را روش CVD گرمایی می‌نامند. هنگامی که روش شامل رشد به کمک پلاسما باشد، روش CVD پلاسمای غنی شده نامیده می‌شود. هریک از این روش‌ها مزایا و معایب خاص خود را دارند، به عنوان مثال روش لایه برداری مکانیکی توانایی و قابلیت ساخت گرافن یک لایه تا چند لایه را دارد اما همانندی نمونه‌های به‌دست آمده بسیار پایین است، همچنین ساخت گرافن در ابعاد بزرگ یکی از چالش‌های پیش روی این روش است. برای تهیه گرافن تک لایه و چند لایه می‌توان از روش چسب نواری استفاده کرد اما تحقیقات گستردهٔ بیشتری برای توسعه این روش جهت استفاده در قطعه‌های الکترواپتیکی لازم است. روش‌های سنتز شیمیایی از روش‌های دمای پایین هستندکه این ویژگی موجب می‌شود ساخت گرافن بر روی انواع زیر لایه‌های با دمای محیط، به ویژه زیرلایه‌های پلیمری آسان‌تر شود، با این حال، همگنی و یکسانی گرافن تولید شده در ابعاد بزرگ، حاصل از این روش مطلوب نیست. از سوی دیگر ساخت گرافن از اکسیدهای گرافن کاهش یافته اغلب به علت نقص در فرایند کاهش موجب ناکاملی درخواص الکترونی گرافن می‌شود. برآرایی گرافن و گرافیت‌سازی گرمایی بر روی سطح کربید سیلیسیم از دیگر روش‌های تولید گرافن هستند اما دمای بالای این فرایندها و عدم توانایی انتقال بر روی سایر زیر لایه‌ها از محدودیت‌های این روش‌ها هستند.
محققان در دانشگاه کمبریج روشی را برای تولید گرافن با کیفیت بالا در نمک مذاب ابداع کرده‌اند. این روش که مبتنی بر نفوذدهی هیدروژن از نمک مذاب لیتیم کلرید به گرافیت می‌باشد، قابلیت تولید گرافن در مقیاس صنعتی را دارد. روش مذکور به وسیلهٔ شرکت سرمایه‌گذاری کمبریج در حال تجاری شدن است.

## خواص
- ساختار اتمی

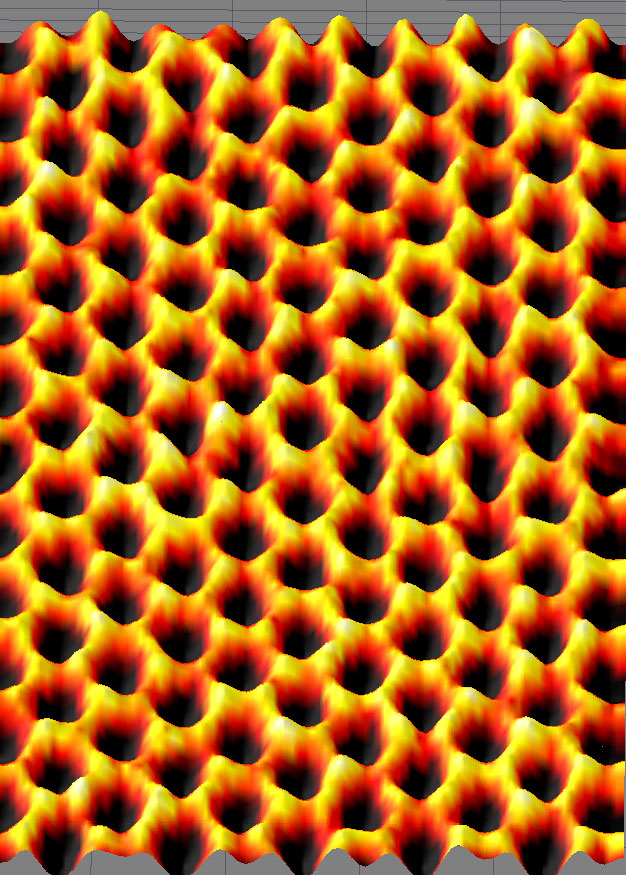
تصاویری گرفته شده از گرافن به کمک میکروسکوپ پراب پویشی

ساختار اتمی تک‌لایهٔ مجزای گرافن به روش میکروسکوپی عبوردهی الکترونی (Transmission Electron Microscopy) بر روی ورقه‌هایی از گرافن که در بین دو شبکه آهنی نگه داشته شده‌اند، مطالعه شده‌است. طرح‌های پراش الکترونی ساختار شش ضلعی گرافن را نشان داده‌اند. علاوه بر این، گرافن از خود اعوجاج‌هایی را بر روی این ورقه‌های تخت نشان داده‌اند، با دامنه‌ای در حدود یک نانومتر. این اعوجاج‌ها ممکن است خصلت ذاتی ای برای گرافن به خاطر ناپایداری کریستال‌های دو بعدی باشد، یا حتی ممکن است در اثر عوامل خارجی ای ناشی از ناخالصی‌هایی که در سرتاسر گرافن وجود دارند و کاملاً به توسط تصاویر TEM تهیه شده از گرافن مشاهده شده‌اند، به وجود آمده باشند. تصاویر فضای حقیقی با دقت اتمی گرفته شده از تک لایهٔ مجزای گرافن قرار گرفته بر روی زیرلایهٔ SiO۲ به وسیلهٔ روش میکروسکوپی تونل زنی اسکن‌کننده (Scanning Tunneling Microscopy) تهیه شده‌اند. این تصاویر نشان دادند که اعوجاج‌های تک لایهٔ گرافن قرار گرفته بر روی زیرلایهٔ SiO۲ به خاطر ترکیب و تطبیق یافتن تک لایهٔ گرافن با زیرلایهٔ SiO۲ ایجاد شده‌اند و یک خصلت ذاتی برای آن نمی‌باشند.
- خواص الکترونیکی

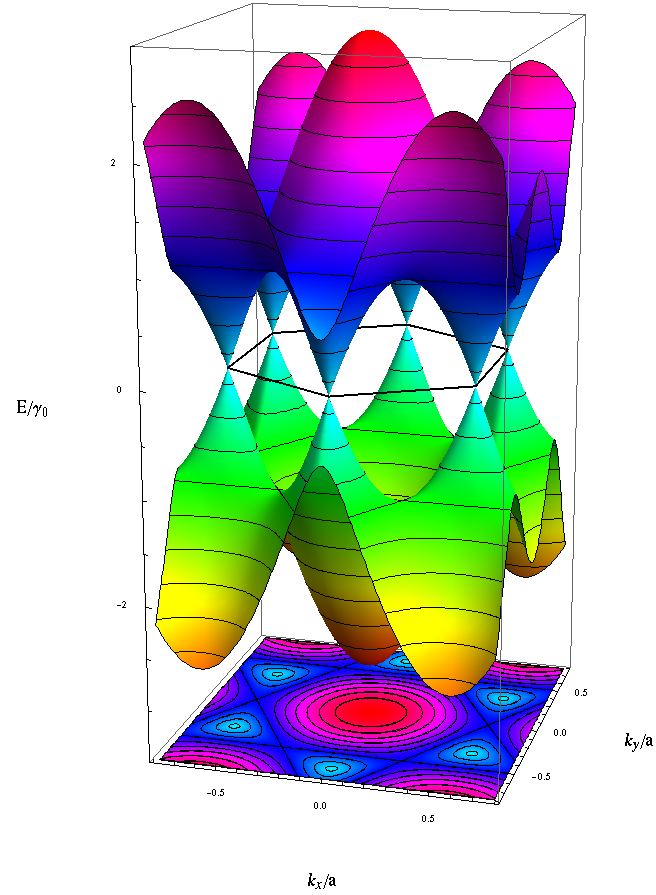
انرژی الکترون‌ها با عدد موج k در گرافن، محاسبه شده به وسیلهٔ تقریب تنگ بست (Tight Binding)

گرافن با سایر مواد متداول سه بعدی متفاوت است. گرافن طبیعی یک‌نیمه فلز یا یک‌ نیم‌رسانا با شکاف نواری صفر است. درک ساختار الکترونیکی گرافن اولین قدم برای یافتن ساختار نواری گرافیت است. اولین بار خیلی قبل‌تر در سال 1947 P. R. Wallace متوجه خطی بودن رابطهٔ E-k (انرژی و عدد موج کریستال) در نزدیکی شش گوشهٔ منطقهٔ بریلوئن شش ضلعی دوبعدی گرافن برای انرژی‌های پایین ـ که منجر به جرم مؤثر صفر برای الکترون‌ها و حفره‌ها می‌شود ـ شد. به خاطر این رابطهٔ پاشندگی خطی در انرژی‌های پایین، الکترون‌ها و حفره‌ها در نزدیکی این شش نقطه، که دو تا از آن‌ها غیر یکسان هستند، همانند ذرات نسبیتی ای که با معادلهٔ دیراک برای ذرات با اسپین نیم صحیح توصیف می‌شوند، رفتار می‌کنند. به همین خاطر به به این الکترون‌ها و حفره‌ها فرمیون‌های دیراک و به آن شش نقطه، نقاط دیراک گفته می‌شود. معادله‌ای بیان گر رابطهٔ E-k، {\displaystyle E=\hbar v_{F}{\sqrt {k_{x}^{2}+k_{y}^{2}}}} می‌باشد که در آن سرعت فرمی vF ~ 10۶ m/s است.
- ترابرد الکترونی

ساختار نواری انرژی گرافن در جهت‌گیری 'زیک زاکی'. محاسبات نشان می‌دهد که در این جهت‌گیری گرافن همواره فلز است

ساختار نواری انرژی گرافن در جهت‌گیری صندلی دسته دار. محاسبات نشان می‌دهد که گرافن در این جهت‌گیری بسته به عرض لایه می‌تواند فلز یا نیم‌رسانا باشد (دست‌سانی)

نتایج تجربی از اندازه‌گیری‌های ترابرد الکترونی نشان می‌دهند که گرافن دارای تحرک‌پذیری الکترونی بسیار بالایی در دمای اتاق می‌باشد، با مقادیر گزارش شده‌ای بالاتر از 15,000 cm۲V−۱s−۱. همچنین تقارن اندازه‌گیری‌های تجربی رسانندگی نشان می‌دهد که تحرک‌پذیری برای الکترون‌ها و حفره‌ها باید یکسان باشد. در بازهٔ دمایی بین 10k تا 100k، تحرک‌پذیری تقریباً به دما وابسته نیست، که بیان‌کنندهٔ این امر است که مکانیزم غالب پراکندگی، پراکندگی ناقص است. پراکندگی به توسط فونون‌های آکوستیک گرافن موجب یک محدودیت ذاتی بر تحرک‌پذیری در دمای اتاق در حد 200000 cm۲V−۱s−۱ برای چگالی حامل ۱۰۱۲ cm−۲ می‌شود. مقاومت متناظر ورقه‌های گرافن در حد 10-۶ Ω•cm خواهد بود. این مقاومت از مقاومت نقره، مادهٔ شناخته شده به عنوان دارندهٔ کمترین مقاومت در دمای اتاق، کمتر است. اگرچه برای گرافن قرار گرفته بر روی زیر لایهٔ SiO۲، پراکندگی ناشی از فونون‌های اپتیکی زیر لایه در دمای اتاق اثر بزرگ‌تری است از اثر پراکندگی ناشی از فونون‌های خود گرافن. این امر تحرک‌پذیری را به میزان 40,000 cm۲V−۱s−۱ محدود می‌کند.
- خواص اپتیکی

خواص اپتیکی منحصر به فرد گرافن، موجب بروز یک شفافیت بالای غیرمنتظره برای یک تک لایهٔ اتمی با یک مقدار سادهٔ شگفت‌انگیز شده‌است، یک تک لایهٔ گرافن πα ≈ ۲٫۳٪ از نور سفید فرودی بر روی خود را جذب می‌کند که در آن α ثابت ساختار ریز شبکه می‌باشد. این امر نتیجهٔ ساختار الکترونیکی کم انرژی غیرمعمول گرافن تک لایه است که طرحی به ساختار نوار انرژی الکترونی ـ حفره‌ای گرافن می‌دهد تا آن‌ها در نقاط دیراک به هم برسند، که به‌طور کیفی از سایر نوارهای انرژی فشردهٔ مرتبهٔ دو معمول متفاوت است. بر مبنای مدل از ساختار نواری گرافن، فواصل بین اتمی، مقادیر پرش، و فرکانس به هنگام محاسبهٔ رسانندگی اپتیکی با استفاده از معادلات فرنل در حد لایه‌های نازک از بین می‌رود. این امر به صورت تجربی تأیید شده ولی هنوز مقادیر اندازه‌گیری شده به اندازهٔ کافی برای محاسبهٔ ثابت ساختار ریز دقیق نبوده‌است.
می‌توان شکاف نوار انرژی گرافن را از ۰ تا 0.25 الکترون‌ولت (در حدود طول موج پنج میکرومتر) به وسیلهٔ اعمال ولتاژ در دمای اتاق به یک ترانزیستور اثر میدان دو دروازه‌ای ساخته شده از یک گرافن دو لایه‌ای، تنظیم نمود. همچنین نشان داده شده‌است که پاسخ اپتیکی نانو نوارهای گرافنی نیز در ناحیهٔ تراهرتز به وسیلهٔ اعمال یک میدان مغناطیسی قابل تنظیم است. علاوه بر این نشان داده شده‌است که سیستم‌های گرافن ـ گرافن اکسید از خود رفتار الکتروکرومیک بروز می‌دهند، که اجازه می‌دهند هم خواص اپتیکی خطی و هم خواص اپتیکی فوق سریع را تنظیم کرد.

## بزرگ‌ترین گرافن ساخته شده
مشخص است که گرافن تنها به نانو مربوط نمی‌شود، گرافن بااندازهٔ کمتر از ۲۰ نانومتر از لحاظ ترمودینامیکی ناپایدارند، چون حداقل پایداری گرافن هنگامی است که تعداد اتم‌ها بیشتر از ۶۰۰۰ اتم باشد؛ و ۲۴۰۰۰ اتم لازم است تا فلورن پایدار شود. این مبحث در دینامیک مولکولی سیستم‌ها بسیار مهم است، چون نتایج گرفته شده در کمتر از ۲۰ نانومتر می‌تواند درست نباشد.

## محدودیت‌های گرافن
ضخامت گرافن یک لایه اتم کربن است که دارای پتانسیل بالقوه‌ای برای جایگزینی با سیلیکون می‌باشد که پیشرفت جامعهٔ آینده به آن مدیون خواهد بود. باوجود اینکه دارای مشخصات بالقوه‌ای همچون قدرت و وزن سبک و انعطاف‌پذیری و هدایت بالایی هستند اما محدودیت‌های این ماده به نوعی مانع استفاده آن‌ها در میکروپردازنده‌ها و وسایل الکترونیکی می‌باشد.
اینکه گرافن چگونه در دستگاه‌هایی در جهان واقعی به کار رود و دوم اینکه ورق‌های گرافن ماهیت شکننده‌ای دارند که این ناشی از اتصالات ضعیف آن‌ها می‌باشد. اگر هدایت حرارتی گرافن را به عنوان فاکتور مثبتی برای این ماده در نظر بگیریم، نباید از این نکته غافل شویم که هدایت حرارتی گرافن معلق بسیار بیشتر از گرافن بر روی بستر است، حال آنکه همین هدایت حرارتی باعث می‌شود که حرارت توزیع شده و یک نقطهٔ داغ به وجود نیاید؛ و افسوس اینکه گرافن در جهان واقعی باید بر روی یک بستر قرار بگیرد ونه اینکه آزادانه و معلق در خلأ باشد؛ یعنی وقتی وسیله‌ای ساخته می‌شود حتماً باید بر روی بستر قرار گیرد اما این منجر به کاهش شدید هدایت حرارتی گرافن می‌شود. همچنین هدایت حرارتی با رشد تعداد لایه‌های گرافنی و رسیدن به ۳۴ لایه افزایش می‌یابد (که ضخامت بسیار کمی است) اما پس از اینکه به حالتی به نام تودهٔ گرافیت می‌رسیم، هدایت حرارتی خوب نیست. تلاش‌های بسیاری صورت گرفته‌است تا راه‌های جدیدی کشف شود تا بتوان گرافن را در جهان ماکروسکوپیک به کار برد. اتصالات سه بعدی ساختار فوم گرافن و گرافیت فوق‌العاده نازک یا استفاده از بورون نیترید هگزاگونال همه در این راستا کشف شدند. ژرمانن دیگر مادهٔ سه بعدی است که برای استفاده در الکترونیک یا وسایل تبدیل انرژی حرارتی می‌تواند به کار رود.
به منظور درک فیزیک، نیاز به تئوری است یعنی اگر فقط آزمایش کنید شما روند را می‌بینید اما معنای نتایج را درک نمی‌کنید؛ بنابراین تئوری و آزمایش دو جزء جدایی ناپذیرند.
گرافن همچنین دارای محدودیت‌های دیگری در جهان واقعی می‌باشد، می‌دانیم پیوندهای بین اتم‌های کربن قوی‌ترین پیوندها در طبیعت می‌باشد، پس ورق بدون نقصی از گرافن باید دارای این خاصیت باشد، اما در کاربردهای واقعی، گرافن این‌طور نیست. آزمایشی که بر روی تافنس شکست گرافن دارای نقص جزئی صورت گرفت مقدار استحکام آن به‌طور قابل ملاحظه‌ای از استحکام گرافن ذاتی پایین‌تر بود؛ لذا درست است که استحکام گرافن ذاتی بسیار بالاست، اما وقتی گرافن دارای نقص باشد، دیگر پیوندهای بین اتم‌های کربن، قوی‌ترین نمی‌باشد. می‌دانیم در ورق‌های بزرگتر، همیشه نقص‌ها افزایش می‌یابد پس گرافن در جهان ماکرو استحکام بسیار پایینی خواهد داشت؛ لذا تولید ورق گرافن با استانداردهای دقیق و بدون نقص بسیار اهمیت دارد.
ساختارهای دوبعدی دیگری همچون گرافن (ساختار لانه زنبوری SP2) وجود دارد که از آن جمله می‌توان به ۱- سیلیسین ۲- بروفن ۳- فسفورن ۴- استنن ۵- ژرمانن ۶- گرافن (محتوی SP+SP2 هیبریدیزه شده) اشاره کرد. اما این ساختارهای دو بعدی همه به جز گرافن ناپایدارند یا پتنت ثبت شده برای آن‌ها بسیار کم است طوری‌که اعتمادی به این ساختارها وجود ندارد.
با توجه به اینکه از اولین ترانزیستورهای با گیت بالا چیزی نگذشته‌است. با توجه به این زمان کوتاه و اینکه همهٔ جانشینان احتمالی با جریان اصلی در ترانزیستورهای معمولی با مشکلات جدی روبه رو هستند، لذا می‌شود به توسعهٔ سریع گرافن کمک کرد. مفاهیم جدیدی که در این سال‌ها بررسی شده، همچون ترانزیستورهای اسپینی یا وسایل مولکولی، به نظر می‌رسد که به دور از واقعیت نسبت به گرافن باشد و معلوم نیست که به مرحلهٔ تولید برسند. در حال حاضر جایگزین ترانزیستورهای معمولی (سیلیکونی) غیرممکن است. با این حال تحقیقات ITRS به شدت به مطالعهٔ گستردهٔ در زمینهٔ گرافن توصیه می‌کند و حتی برنامهٔ تحقیق و توسعه برای نانوالکترونیک بر پایهٔ کربن شکل گرفته‌است؛ لذا راه برای اینکه گرافن به عنوان جایگزین قرار گیرد باز است. اما برای هیجان زده شدن در این مورد زمان زیادی لازم است.

## گرافن و کنترل تبخیر آب
یک پوشش گرافنی، قادر به کنترل تبخیر آب از طریق توقف میزان تبخیر روی سطوح آب‌دوست و سرعت بخشیدن به تبخیر روی سطوح آب‌گریز است. تبخیر قطره آب، پدیده پیچیده‌ای بوده و نقش مهمی در طبیعت و صنعت ایفا می‌کند. درک سازوکار تبخیر در مقیاس اتمی و کنترل میزان تبخیر، برای کاربردهایی از جمله انتقال حرارت و کنترل دمای بدن بسیار حائز اهمیت است. زمانی که یک سطح آب دوست با گرافن پوشش داده می‌شود، خط تماس قطره آب، به دلیل تنظیم و اصلاح زاویه‌های تر شدن، به‌طور چشمگیری کوتاه یا کشیده می‌شود؛ این مسئله منجر به تغییر در میزان تبخیر می‌شود. مولکول آب، قبل از تبخیر، یک وضعیت پیشرو (و جدید) در خط تماس ایجاد می‌کند. تحلیل‌های بیشتر نشان داد که چگالی آب در حالت‌های گذار در خط تماس بسیار زیاد است.